# Međukoštana opna podlaktice
Međukoštana opna podlaktice (lat. membrana interossea antebrachii) je široka, vezivna ploča (međukoštana opna) razapeta između kostiju podlaktice.
Vezivno tkivo povezuje međukoštane rubove palčane kosti i lakatne kosti.
Opna služi kao polazište mišića, dijeli podlakticu na prednju i stražnju ložu i prenosi sile s palčane kosti na lakatnu, koja dalje prenosi silu na ramenu kost.